# Pyrausta grotei
Pyrausta grotei là một loài bướm đêm trong họ Crambidae.